# フサイチジャンク
フサイチジャンクは日本の競走馬である。2006年皐月賞トライアル競走の若葉ステークスに優勝。また、命名由来からテレビ番組『ジャンクSPORTS』で頻繁に取り上げられた。全兄に2002年の皐月賞2着馬タイガーカフェがいる。

## 来歴
当歳時に上場されたセレクトセールにおいて、当時の最高落札額となる3億3千万円で落札された。馬名は馬主の関口房朗と同郷（兵庫県尼崎市）のお笑い芸人・浜田雅功が出演するフジテレビ系の番組『ジャンクSPORTS』にちなんで付けられた。JRAの登録上は「多種多様な環境で力強く勝利を目指す馬」の意となっている。皐月賞で鞍上を務めた岩田康誠も尼崎市出身で、同番組はこの3人を「尼崎最強トリオ」と呼んだ。
2005年暮れの中山競馬の新馬戦でデビューし1番人気に応えて快勝すると、翌2006年の福寿草特別も勝ち上がりデビュー2連勝。この勝利は鞍上の武豊にとってJRA通算2700勝のメモリアルとなった。さらに若駒ステークス、若葉ステークスも制してデビュー4連勝を遂げ、皐月賞への優先出走権を得た。迎えた皐月賞では武豊がアドマイヤムーンに騎乗するため、鞍上が岩田康誠に変更。当日は2番人気に推された。しかしレースでは先行したメイショウサムソンを捉えることが出来ず、3着に敗れた。
以降は一転して精彩を欠き始める。次走の東京優駿（日本ダービー）では、当日2番人気に支持されながら11着と大敗。夏の休養を経ての秋緒戦セントライト記念でも1番人気に支持されたが、マツリダゴッホ落馬の影響も受け6着。クラシック最終戦の菊花賞では15着に終わった。その後明確な理由は不明であるが、長期休養を余儀なくされる。
2007年以降は1600万下条件に降格。4歳以降は6戦で3着が最高という成績で、2008年12月に中央競馬の競走馬登録を抹消、翌2009年に公営・船橋競馬に移籍した。しかし移籍後も2戦連続で最下位に終わり、同年5月21日付けで地方競馬の競走馬登録も抹消された。その後8月2日放送のフジテレビ『みんなのケイバ』において、栃木県内の牧場で馬術競技用馬としてトレーニングを積んでいる様子が報じられた。その後は、ラッキーブレイクとともに栃木県の小山乗馬クラブにて乗馬になった。

## ジャンクSPORTSとの関連
前述のとおり、『ジャンクSPORTS』にちなんだ馬名であり、番組内でも3歳までの活躍は頻繁に放送されていた。
新馬戦の際は、ジャンクと並び上位人気が予想されていたフェラーリワンが出走することもあり、関口は自身が所有するフェラーリを何台も連れて中山競馬場に現れ、浜田も競馬場内の馬主席に同席した。前述のとおりジャンクが勝利した際は、馬主席からスタンドのファンに向かって万歳をし、スタンドのファンも一緒に万歳をする光景が見られた。しかもこの日は朝日杯フューチュリティステークス (GI) で同じく関口が所有するフサイチリシャールが勝利・GI制覇となったため、再度表彰式でファンの歓声を浴びることになった。
その後3歳になり、2戦目の福寿草特別には内田恭子が同席したが、勝利して騎乗した武豊がJRA通算2,700勝を達成し、内田がプレゼンターを務めた。3戦目の若駒ステークスを制したときには賞金面から「皐月賞出走が決定的」と番組内で伝えられた。4戦目の皐月賞トライアルである若葉ステークスを制したときには、皐月賞優先出走権を得たことになるが、賞金面から「ダービー出走が決定的」と伝えられた。
その後皐月賞・ダービー・セントライト記念・菊花賞と番組で大きく取り上げたものの、前述のとおり皐月賞以後結果を残すことができなかった。長期休養後1600万条件に降格後は、復帰戦こそ番組で取り上げたものの、その後は番組で殆ど登場することはなかった。

## 競走成績
| 年月日 | 年月日 | 年月日 | 競馬場 | 競走名            | 格       | 頭 数 | 枠 番 | 馬 番 | オッズ （人気） | 着順 | 騎手     | 斤 量 | 距離（馬場）  | タイム （上り3F） | タイム 差 | 勝ち馬/（2着馬）       |
| 2005   | 12.    | 11     | 中山   | 2歳新馬           |          | 15    | 4     | 6     | 2.2（1人）      | 1着  | 武豊     | 55    | 芝2000m（良） | 2:07.0 (34.9)     | -0.2      | （コスモシレナ）       |
| 2006   | 1.     | 8      | 京都   | 福寿草特別        | 500万下  | 10    | 4     | 4     | 2.2（1人）      | 1着  | 武豊     | 56    | 芝2000m（良） | 2:02.8 (33.9)     | -0.1      | （メイショウゲンジ）   |
|        | 1.     | 21     | 京都   | 若駒S             | OP       | 6     | 2     | 2     | 1.3（1人）      | 1着  | 武豊     | 56    | 芝2000m（良） | 2:03.0 (34.1)     | -0.3      | （アドマイヤジュピタ） |
|        | 3.     | 18     | 阪神   | 若葉S             | OP       | 10    | 7     | 7     | 1.4（1人）      | 1着  | 武豊     | 56    | 芝2000m（稍） | 2:03.3 (35.6)     | -0.1      | （キャプテンベガ）     |
|        | 4.     | 16     | 中山   | 皐月賞            | GI       | 18    | 3     | 6     | 5.6（2人）      | 3着  | 岩田康誠 | 57    | 芝2000m（良） | 2:00.3 (34.8)     | 0.4       | メイショウサムソン     |
|        | 5.     | 28     | 東京   | 東京優駿          | GI       | 18    | 8     | 17    | 5.5（2人）      | 11着 | 岩田康誠 | 57    | 芝2400m（稍） | 2:29.4 (36.1)     | 1.5       | メイショウサムソン     |
|        | 9.     | 17     | 中山   | セントライト記念  | GII      | 17    | 7     | 13    | 2.4（1人）      | 6着  | 岩田康誠 | 56    | 芝2200m（良） | 2:13.5 (36.0)     | 0.4       | トーセンシャナオー     |
|        | 10.    | 22     | 京都   | 菊花賞            | GI       | 18    | 5     | 10    | 17.2（5人）     | 15着 | 岩田康誠 | 57    | 芝3000m（良） | 3:05.0 (36.2)     | 2.3       | ソングオブウインド     |
| 2007   | 6.     | 23     | 阪神   | グリーンS         | 1600万下 | 11    | 1     | 1     | 2.1（1人）      | 8着  | 武豊     | 58    | 芝2400m（良） | 2:25.2 (34.9)     | 0.5       | リヴァプール           |
|        | 8.     | 12     | 新潟   | 天の川S           | 1600万下 | 13    | 6     | 8     | 3.9（1人）      | 3着  | 後藤浩輝 | 57    | 芝2000m（良） | 1:58.9 (33.8)     | 0.4       | タマモサポート         |
|        | 9.     | 9      | 中山   | ニューマーケットC | 1600万下 | 14    | 2     | 2     | 3.4（2人）      | 11着 | 後藤浩輝 | 57    | 芝2000m（良） | 2.01.4 (35.0)     | 1.2       | チョウサン             |
| 2008   | 10.    | 11     | 京都   | 大原S             | 1600万下 | 11    | 1     | 1     | 8.3（3人）      | 9着  | 武豊     | 57    | 芝2000m（良） | 1.59.8 (35.5)     | 0.8       | トウカイルナ           |
|        | 10.    | 25     | 京都   | 古都S             | 1600万下 | 14    | 8     | 14    | 14.5（6人）     | 13着 | 池添謙一 | 57.5  | 芝2200m（良） | 2.15.2 (35.0)     | 1.1       | キングアーサー         |
|        | 11.    | 16     | 京都   | 比叡S             | 1600万下 | 11    | 1     | 1     | 29.7（8人）     | 8着  | 池添謙一 | 57    | 芝2400m（良） | 2.30.4 (34.3)     | 1.3       | ナイアガラ             |
| 2009   | 5.     | 5      | 船橋   | かしわ記念        | JpnI     | 13    | 6     | 8     | 132.4（8人）    | 13着 | 張田京   | 57    | ダ1600m（良） | 1.41.4 (39.5)     | 5.5       | エスポワールシチー     |
|        | 5.     | 13     | 大井   | 大井記念          | SII      | 15    | 6     | 12    | 51.5（12人）    | 15着 | 脇田創   | 56    | ダ2600m（良） | 2:57.3 (45.1)     | 7.9       | ライジングウェーブ     |

## 血統表
| フサイチジャンクの血統                            | フサイチジャンクの血統             | フサイチジャンクの血統             | （血統表の出典）                   | （血統表の出典） |
| 父系                                              | ヘイロー系（サンデーサイレンス系） | ヘイロー系（サンデーサイレンス系） | ヘイロー系（サンデーサイレンス系） | [ § 2 ]          |
| 父 *サンデーサイレンス Sunday Silence 1986 青鹿毛 | 父の父Halo 1969 黒鹿毛             | Hail to Reason                     | Turn-to                            | Turn-to          |
| 父 *サンデーサイレンス Sunday Silence 1986 青鹿毛 | 父の父Halo 1969 黒鹿毛             | Hail to Reason                     | Nothirdchance                      |                  |
| 父 *サンデーサイレンス Sunday Silence 1986 青鹿毛 | 父の父Halo 1969 黒鹿毛             | Cosmah                             | Cosmic Bomb                        | Cosmic Bomb      |
| 父 *サンデーサイレンス Sunday Silence 1986 青鹿毛 | 父の父Halo 1969 黒鹿毛             | Cosmah                             | Almahmoud                          |                  |
| 父 *サンデーサイレンス Sunday Silence 1986 青鹿毛 | 父の母Wishing Well 1975 鹿毛       | Understanding                      | Promised Land                      | Promised Land    |
| 父 *サンデーサイレンス Sunday Silence 1986 青鹿毛 | 父の母Wishing Well 1975 鹿毛       | Understanding                      | Pretty Ways                        |                  |
| 父 *サンデーサイレンス Sunday Silence 1986 青鹿毛 | 父の母Wishing Well 1975 鹿毛       | Mountain Flower                    | Montparnasse                       | Montparnasse     |
| 父 *サンデーサイレンス Sunday Silence 1986 青鹿毛 | 父の母Wishing Well 1975 鹿毛       | Mountain Flower                    | Edelweiss                          |                  |
| 母 *セトフローリアンII Seto Flowerian 1990 黒鹿毛 | 母の父Bellotto 1984                | Mr. Prospector                     | Raise a Native                     | Raise a Native   |
| 母 *セトフローリアンII Seto Flowerian 1990 黒鹿毛 | 母の父Bellotto 1984                | Mr. Prospector                     | Gold Digger                        |                  |
| 母 *セトフローリアンII Seto Flowerian 1990 黒鹿毛 | 母の父Bellotto 1984                | Shelf Talker                       | Tatan                              | Tatan            |
| 母 *セトフローリアンII Seto Flowerian 1990 黒鹿毛 | 母の父Bellotto 1984                | Shelf Talker                       | Melody Mine                        |                  |
| 母 *セトフローリアンII Seto Flowerian 1990 黒鹿毛 | 母の母Yeatsina 1984                | Yeats                              | Nijinsky II                        | Nijinsky II      |
| 母 *セトフローリアンII Seto Flowerian 1990 黒鹿毛 | 母の母Yeatsina 1984                | Yeats                              | Lisadell                           |                  |
| 母 *セトフローリアンII Seto Flowerian 1990 黒鹿毛 | 母の母Yeatsina 1984                | Sear                               | Blazing Saddles                    | Blazing Saddles  |
| 母 *セトフローリアンII Seto Flowerian 1990 黒鹿毛 | 母の母Yeatsina 1984                | Sear                               | Wiley Trade                        |                  |
| 母系(F-No.)                                       | 4号族(FN:4-m)                      | 4号族(FN:4-m)                      | 4号族(FN:4-m)                      | [ § 3 ]          |
| 5代内の近親交配                                   | 5代内アウトブリード                | 5代内アウトブリード                | 5代内アウトブリード                | [ § 4 ]          |
| 出典                                              | 1. 2. 3. 4.                        | 1. 2. 3. 4.                        | 1. 2. 3. 4.                        | 1. 2. 3. 4.      |

全兄タイガーカフェは中央競馬クラシック三冠で2・10・13着。本馬は3・11・15着であり、すべて1 - 2着ずつ下回るめずらしい結果となった。